# La Perruche et la Sirène
La Perruche et la Sirène est un tableau réalisé par le peintre français Henri Matisse en 1952-1953. De format horizontal, cette œuvre de grande taille est constituée de papiers couverts de gouache de couleur que l'artiste a découpés et collés sur du papier blanc lui-même marouflé sur toile. Elle représente des feuilles et des grenades éparpillées parmi lesquelles se remarquent une perruche, à mi-hauteur à gauche, ainsi qu'une sirène, également en bleu, en haut à droite. Ce faisant, elle constitue une sorte de jardin dans lequel l'artiste aime à se promener en pensée alors qu'il est immobilisé après une importante opération chirurgicale. L'œuvre est conservée au Stedelijk Museum, à Amsterdam, aux Pays-Bas.